# Andrés Botero Phillipsbourne
Andrés Botero Phillipsbourne (Medellín, Antioquia; 23 de diciembre de 1945) es un ingeniero mecánico, empresario y dirigente deportivo colombiano.

## Biografía
Botero heredó la pasión por las actividades deportivas de su padre, Oscar Botero, nacido en París, Francia, quien se casó con la británica Muriel Catherine Philipsbourne y con quien años más tarde se fue a vivir a Colombia, donde nació Andrés. Desde la temprana edad de 6 años, Botero comenzó a practicar actividades deportivas, más específicamente, el tiro con escopeta y la equitación. A lo largo de su vida, Botero siempre ha mantenido una pasión por los deportes en general y por actividades de alta demanda física, habiendo practicado también la caza, la aviación, el rally, la motonáutica y el motociclismo, entre otros.
El 21 de enero de 2012 fue nombrado director de Coldeportes por el presidente Juan Manuel Santos, en reemplazo de Jairo Clopatofsky. Como deportista fue campeón nacional de esquí náutico durante 10 años consecutivos, campeón sudamericano en eslalon y salto y campeón del Mundial de Motonáutica en carrera por río.
En marzo de 2017, Botero fue nombrado presidente del equipo de futbol profesional Atlético Nacional de Medellín.

## Cargos
Concretamente en el área deportiva ha sido:
- Presidente Club de Esquí Náutico - Medellín.
- Representante de los atletas ante el comité Técnico Mundial (1970-1971).
- Presidente de la Federación Colombiana de Esquí Náutico (1972-1974).
- Organizador del Campeonato del mundo de Esquí (Bogotá, 1973).
- Presidente de la Confederación Panamericana de Esquí Náutico - Berkeley (1980).
- Impulsor del esquí náutico en Latinoamérica y promotor de los campeonatos latinoamericanos que llevaron a Suramérica a tener un campeón mundial juvenil (Javier Julio, Argentina-94).
- Presidente de la Federación Internacional de Esquí Náutico, Villach (Austria-91).
- Presidente de ARISF (Agrupación de Deportes Reconocidos por el COI) (1993-1994).
- Consiguió el reconocimiento del esquí náutico en los Juegos Panamericanos de Mar del Plata (Argentina) (1995).
- Vocal del Comité Olímpico Colombiano (1995).
- Promotor de la Copa Mundo Profesional (1996).
- Pionero de los aviones ultralivianos en Colombia, organizador del Encuentro Aéreo Nacional (Santafé de Antioquia - 1988), creador de la carrera del río Magdalena.
- Presidente del Comité Olímpico Colombiano durante doce años.
- Presidente de Atlético Nacional (2017-2018).